# Гимри
Гимри (на аварски: Генуб, на руски: Гимры) е село в Русия, Република Дагестан, Унцукулски район.
Родно село е на легендарните имами Газимохамед (1795 – 1832) и Шамил (1797 – 1871).